# Puerto Ciruelo

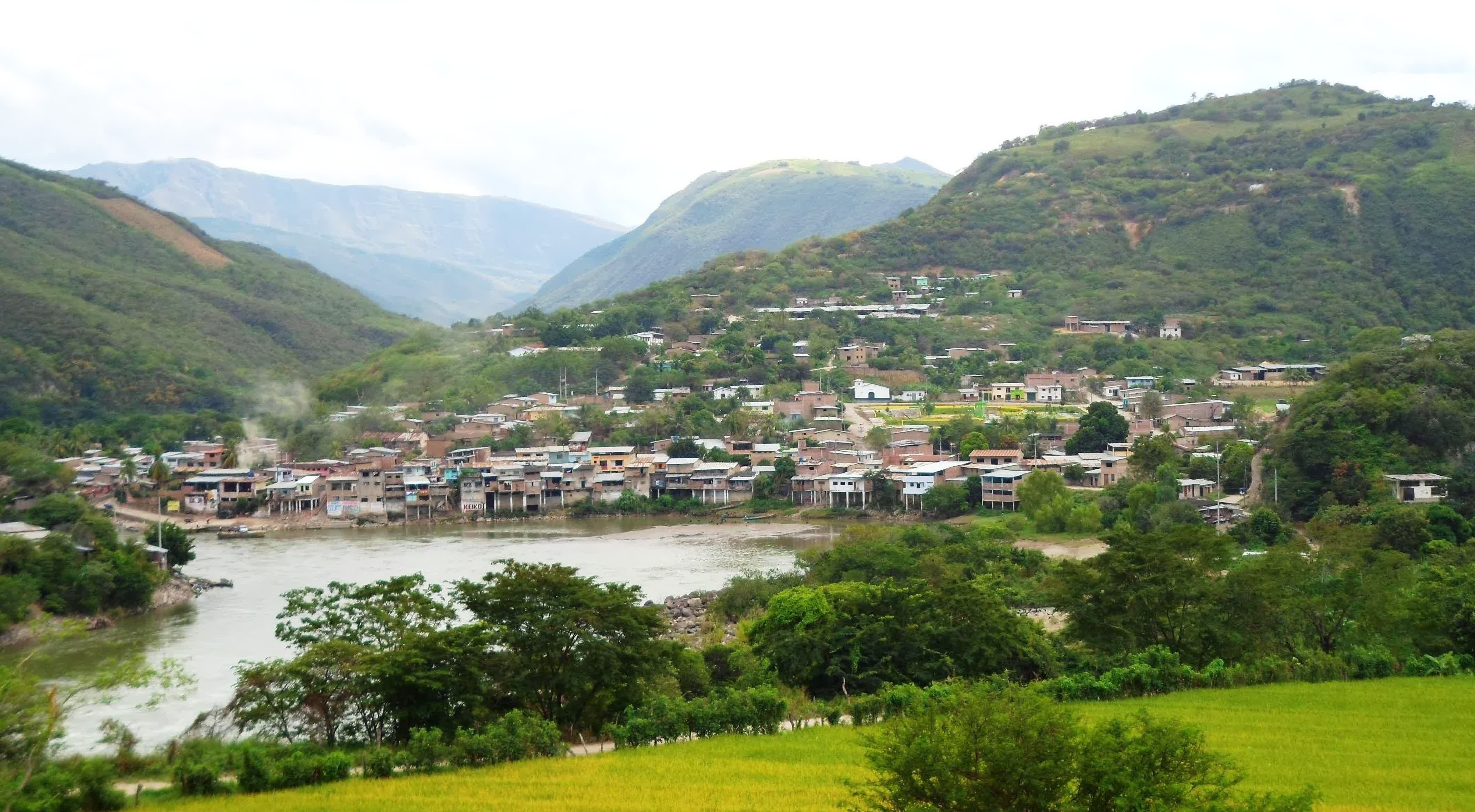
Vista panorámica de Puerto Ciruelo.

Puerto Ciruelo es una localidad peruano del distrito de Huarango, ubicado en la provincia de San Ignacio en el departamento de Cajamarca. Se localiza en la margen izquierda del río Chinchipe, en su parte baja a una altitud aproximada de 462 m s. n. m. Tiene una población estimada de 2500 hab.